# Gramade
Gramade (bulgariska: Грамаде) är ett distrikt i Bulgarien.   Det ligger i kommunen Obsjtina Rudozem och regionen Smoljan, i den södra delen av landet, 190 km sydost om huvudstaden Sofia.
I omgivningarna runt Gramade växer i huvudsak lövfällande lövskog. Runt Gramade är det ganska glesbefolkat, med 27 invånare per kvadratkilometer.